# Hemileia vastatrix
Іржастий гриб кавового дерева, кавова іржа, ройя (Hemileia vastatrix) — вид грибів роду гемілеія (Hemileia). Сучасну біномінальну назву надано у 1869 році.

## Будова

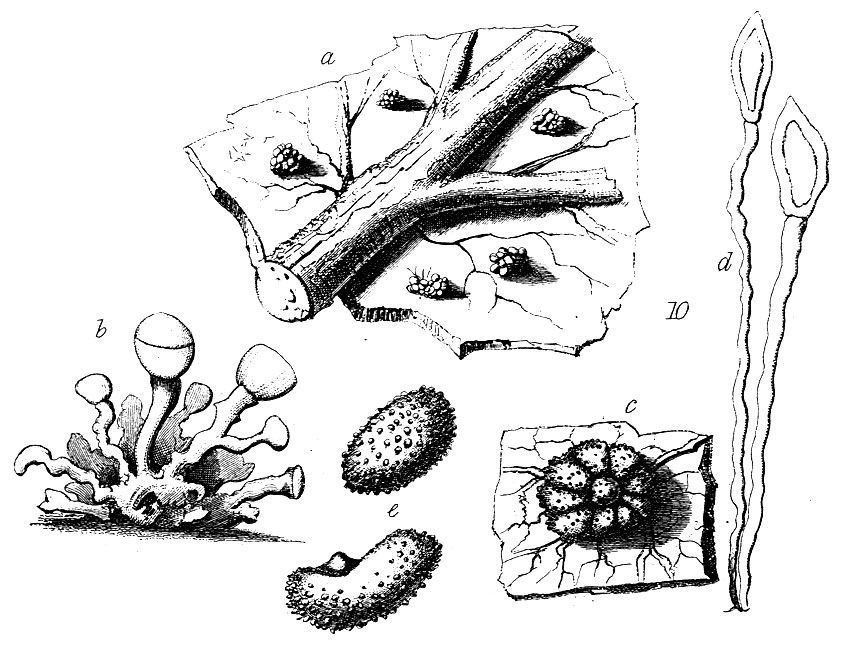
Ілюстрація Hemileia vastatrix

Гриб росте у вигляді оранжевих порошкоподібних спор на нижній стороні ураженого листа, що швидко чорніє і опадає. Хвороба, яку викликає гриб, вбиває кавові дерева або серйозно послаблює, знижуючи врожайність і якість зерен.

## Поширення та середовище існування
Зустрічається на деревах роду Coffea, зокрема на Шрі-Ланці і в Центральній Америці.